# Rolf Spang
Rolf Spang (* 31. März 1953 in Idar-Oberstein) ist ein deutscher Geograph.
Als Mitte der 1970er Jahre das Institut für Landeskunde des Saarlandes damit beauftragt wurde, wissenschaftlich fundierte Vorschläge für die endgültige amtliche Namengebung der saarländischen Gewässer zu machen, war Spang mit der Bearbeitung der saarländischen Gewässernamen befasst. Aus dieser Arbeit ging die amtliche Gewässerkarte des Saarlandes von 1978 hervor; 1980 erschien in der interdisziplinär ausgerichteten Zeitschrift Beiträge zur Namenforschung ein Beitrag Spangs über die Erarbeitung dieser mit Gewässernamen versehenen Karte. 1981 wurde Spang an der Universität des Saarlandes mit einer Arbeit über die Gewässernamen des Saarlandes aus geographischer Sicht promoviert. Diese Arbeit qualifizierte ihn als Bearbeiter der Veröffentlichungsreihe Hydronymia Germaniae zum Flussgebiet der Saar. Heute ist Spang in der Privatwirtschaft tätig.

## Werk
- Amtliche Gewässernamengebung und ihre Probleme. Erörtert an Beispielen aus dem Saarland. In: Beiträge zur Namenforschung. Band 15 (1980), S. 1–8.
- Die Gewässernamen des Saarlandes aus geographischer Sicht. Saarbrücker Druckerei und Verlag, Saarbrücken 1982, ISBN 3-921646-45-6 (Zugleich: Saarbrücken, Universität des Saarlandes, Diss., 1981).
- Gewässernamentypen. In: Institut für Landeskunde im Saarland (Hrsg.): Geschichtlicher Atlas für das Land an der Saar. Saarbrücken 1985, OCLC 1073985728, und 1989, OCLC 1076260703.
- zusammen mit Wolfgang Haubrichs und Monika Buchmüller: Namenkontinuität im frühen Mittelalter. Die nichtgermanischen Siedlungs- und Gewässernamen des Landes an der Saar. In: Zeitschrift für die Geschichte der Saargegend. Band 34/35 (1986/87), ISSN 0513-9058, S. 24–163.
- Das Flussgebiet der Saar (= Hydronymia Germaniae. Reihe A. Lfg. 13). Hrsg. von Wolfgang P. Schmid. Steiner-Verlag-Wiesbaden-GmbH, Stuttgart 1984, ISBN 3-515-04299-7.